# Final Fantasy VII
Final Fantasy VII je videohra typu RPG od firmy Square pro PlayStation a později i pro PC. Od roku 2013 je k dispozici i v distribuční síti Steam. Původně vyšla roku 1997 a ve své době přinesla revoluci. Jako první hra série Final Fantasy přinesla 3D grafiku. Dále také nový systém ovládání a velmi rozsáhlý příběh. Tento díl se stal natolik oblíbený, že bylo podle něj vytvořeno několik dalších her a filmů, které jeho příběh dále rozšiřují.

## Herní prostředí a soubojový systém
Příběh se odehrává v rozsáhlém a rozmanitém futuristickém světě Gaia (ve většině děl vázaných k FF VII včetně této hry se však svět nazývá jen Planetou), kde se mísí technika a magie. Magii je možné ovládat díky tzv. „materiím“, které jsou průmyslově vyráběny ze zkrystalizované „Mako“ energie, kterou produkuje Planeta. Ve světě je mnoho míst, od ohromné supermoderní metropole Midgar, pokryté obří střechou přes celou šířku, kde sídlí mimo jiné i společnost Shinra a.s., přes zábavní park Gold Saucer, přes poklidné a tiché městečko Nibelheim, až po Chrám prastarých.
Ve hře se hráč setká se třemi herními módy: mapou světa, po níž se lze pohybovat pěšky nebo terénní buginou, lodí či vzducholodí. Je možné se po krajině pohybovat i v sedle na chocobech, obřích ptácích. Druhým módem jsou různá města a oblasti, ve kterých probíhá komunikace s lidmi a lze plnit různé úkoly. Posledním módem je souboj. V něm jsou k dispozici maximálně tři hratelné postavy. Soubojový systém funguje v reálném čase jako „Active Battle Time“. Postavám i nepřátelům se měří čas a po jeho naplnění mohou uskutečnit svůj tah. Speciální veličinou v boji jsou „Limity“, jež se naplňují při každém inkasovaném zásahu. Po jeho naplnění (Limit break) lze uskutečnit některý ze speciálních útoků, které má každá postava jiné.
Magie a jiné zvláštní schopnosti může postava používat až po absorpci příslušných materií do zbraní a zbroje. Dělíme je na několik druhů: zelené jsou magické a umožňují aktivně používat kouzla. Modré jsou podpůrné a je možné jejich vlastnosti kombinovat s jinými typy, čímž je vylepší. Červenými se vyvolávají mocní tvorové, kteří sešlou velmi silný útok na protivníka. Žluté jsou příkazové, díky nimž mohou postavy například nepřítele okrást nebo ho na chvíli ovládnout či zmást. A poslední růžové materie jsou nezávislé. Postavě například zlepšují herní statistiky.

### Organizace
- Avalanche – Ekoteroristická skupina, která má za cíl zastavit Shinru v používání Mako-energie a zachránit Planetu.
- Shinra a.s. – Zkorumpovaná a mocichtivá megakorporace, jež de facto vládne světu. Objevila způsob těžby a kondenzace „Proudu života“ (Lifestream) z Planety a přetváří ji v Mako-energii.
- Soldiers – Speciální jednotka vojáků upravených vystavením Mako-energii, která slouží společnosti Shinra. Soldiers jsou rozděleni podle schopností a síly do tříd, tou nejvyšší je Soldier 1. třídy, nejnižší je 3. třída.
- Turks – Organizace agentů, podřízených společnosti Shinra. Jejich úkolem je bezpečí prezidenta Shinry, hlídat nálady obyvatel, kontrolovat činnost Soldierů nebo špehovat důležité osoby. Občas jsou zapojováni do špinavostí jako politické vraždy a únosy či vydírání.
- Cetra (Prastaří) – Prastará rasa používající magii, jež cestovala vesmírem. Nakonec se usadili na Planetě obývané lidmi, kterým pomáhali v rozvoji. Před 2000 lety však dopadl na Planetu meteor, který v sobě obsahoval cizí nepřátelskou bytost, která nakazila Cetru virem, jenž je proměňoval v monstra. Nakonec se jim podařilo tuto zkázu z nebe zažehnat, ale za cenu jejich téměř úplného vyhynutí. Po téměř 2000 letech jsou Cetrové už jen zapomenutou minulostí. Přesto jeden z jejich potomků stále ještě žije...

### Postavy
Do své skupiny může hráč zařadit až devět postav, minimálně však vždy sedm. Vincenta a Yuffie pouze po splnění určitých podmínek. Do party, s níž putuje po světě, si může vzít hráč jen tři z nich.
- Cloud Strife – Hlavní postava. Je tvrdohlavý, cynický a o moc věcí se zpočátku nestará. Tento rádoby bývalý Soldier velmi dobře bojuje obřím mečem Buster Sword a o sobě a své minulosti, velice pohnuté, neví mnoho.
- Tifa Lockhart – Cloudova kamarádka z dětství a členka Avalanche. Vlastní bar „Sedmé nebe,“ jenž slouží jako základna Avalanche. Ovládá bojová umění. Zdá se, že miluje Clouda, ale ten je takový ignorant, že o tom zřejmě nemá zdání. Je také jediná, kdo zná Cloudovu minulost.
- Barret Wallace – Idealistický vůdce Avalanche. Shinru nenávidí z hloubi srdce, protože zničila jeho rodné město a velmi to dává najevo. Je výbušný a agresivní. Bojuje za pomoci svojí mechanické ruky a stará se o schovanku Marlene.
- Aerith Gainsborough – Je poslední žijící Cetrou (Prastarou), tedy není obyčejným člověkem. Proto ji chce Shinra naverbovat do Soldiers a je sledována agenty Turks. Chce, aby ho dovedla do „Zaslíbené země“. Aerith sice není moc dobrá bojovnice, zato výborně kouzlí.
- Red XIII – Vlastním jménem „Nanaki“. Je jediným svého druhu ve hře a věřilo se, že je i posledním svého druhu vůbec, což ale není ve skutečnosti pravda. Vzhledem připomíná šelmu podobnou psovi zkříženým s tygrem nebo lvem a má plamen na ocasu. Jeho rodiče zahynuli při obraně kaňonu Cosmo před kmenem Gi a Nanaki po nich převzal roli ochránce. Je také nejstarší hratelnou postavou ve hře (48 let), avšak dle měřítek jeho druhu ještě ani není plnoletý. Je velmi inteligentní (možná převyšuje lidi) a zcela plynně hovoří jejich jazykem. V boji využívá své plamenné podstaty nebo drápy a zuby.
- Cait Sith – Mechanická kočka, která se přidá k partě. Ve skutečnosti je špiónem Shinry, ale víc pomůže, než uškodí. Baví ho vykládat osud, i když to vůbec neumí. Ovládá ho Reeve.
- Cid Highwind – Letec, který nesnáší Shinru, protože mu překazil jeho sen letět do vesmíru. Později se mu sen splní, i když nepobude v kosmu dlouho. Bojuje kopím, jeho slovník je dost jadrný a dost kouří.
- Yuffie Kisaragi – Vedlejší postava, jejíž členství v partě není nutné, ovšem doporučuje se. Připojí se, pokud se s ní utkáte v lese a správně zodpovíte na pár otázek. Je to zlodějka, ale v partě přinese mnoho zábavy včetně mnoha vedlejších úkolů. Bojuje shurikenem, bumerangem nebo vrhacím nožem.
- Vincent Valentine – Vedlejší postava a bývalý příslušník Turks. Byl vystaven kondenzované Mako-energii a přiveden zpět k životu. Jeho tělo nestárne a nestrádá, avšak jeho duše ano. Vincenta totiž zastřelil profesor Hodžo za protesty proti infikaci Lucrecie Crescent a jejího nenarozeného syna Sephirotha S-genem (buňkami Jenovy) v jeho šíleném experimentu. Ve hře se může v boji při Limitu proměnit do několika podob, jinak bojuje pistolemi.

### Nepřátelé
- Sephiroth - Nejsilnější Soldier dané generace, jeho úžasné schopnosti ho vynesly do vysoké pozice v Shinře a byl obdivován mnoha lidmi včetně Clouda. Při incidentu v nibelheimském Mako-reaktoru se dověděl o svém původu a zešílel. Domníval se, že je božským stvořením a že má právo vládnout světu a absorbovat Proud života do sebe. Stal se tak tedy pro hráčovu partu nepřítelem číslo jedna.
- Jenova – „Zkáza z nebes“, která před 2000 lety chtěla ovládnout Planetu, avšak Cetrové ji nakonec uvěznili v Severním kráteru, kde byla, dokud ji neobjevila společnost Shinra, která využívala buňky Jenovy k vylepšování lidí, aby měla dokonalé Soldiery. Jejím cílem (i Sephirothovým) bylo ovládnout Planetu a použít ji k hledání mnohem většího zdroje moci ve vesmíru.
- Rufus Shinra - Syn prezidenta Shinry, po jehož zavraždění se stal sám prezidentem a zahájil politiku kontroly a strachu. Organizoval výpravu k nalezení Země zaslíbené, kde měl získat neomezené zdroje Mako-energie a další nadpřirozené dary. Nakonec byl zdánlivě zabit při explozi po použití diamantové zbraně proti jeho kanceláři. Ve skutečnosti ale přežil.
- Profesor Hodžo - vedoucí výzkumného úseku společnosti Shinra. Vedl genetický projekt, který vedl ke zrození jeho syna Sephirotha (infikoval ho buňkami Jenovy ještě v době, kdy ho nosila jeho matka Lucrecia Crescent), a mnoho dalších, jež se hrubě vymykaly etice.
- Heidegger - ředitel oddělení styku s veřejností a veřejného pořádku společnosti Shinra. Zároveň vedl bezpečnostní oddělení a generální inspektorát bezpečnostního oddělení, tedy vlastně fakticky velel Turksům. Byl to on, kdo provedl zničení Sektoru 7 v Midgaru a svedl to na Avalanche. Po zdánlivé smrti Rufuse Shinry se pokusil ovládnout celou společnost, ale byl zabit Cloudem dříve, než stihl zkonsolidovat svou moc.
- Scarlet - ředitelka oddělení vývoje zbraní. Je zodpovědná za zničení Barretova rodného města Corel a pokusila se zavraždit Tifu v plynové komoře. Nařídila přemístit junonskou zbraň do Migdaru, aby byla použita proti diamantové zbrani. Nakonec je zabita Cloudem.

### Přátelé
- Marlene Wallace - čtyřletá dcera Dyna a Eleanory, kterou po jejich smrti adoptoval Barret. Během děje hry se o ní stará Elmyra, adoptivní matka Aerith.
- Reeve Tuesti - bývalý vedoucí oddělení pro urbanismus ve společnosti Shinra. Ovládal Caita Sitha a nejprve byl nepřítelem party, dokud si neuvědomil, že jsou klíčem k záchraně Planety. Pomohl v boji proti Sephirothovi zásobováním informacemi o vedoucích představitelích Shinry, ale po zdánlivé smrti Rufuse byl zatčen. Po propuštění organizoval evakuaci Midgaru, když padal Meteor.
- Tseng - vrchní velitel Turks. Jeho úkolem bylo přivést Aerith do Shinry, ovšem všemožně splnění úkolu léta oddaloval, protože k ní choval jistou náklonnost. Byl vážně zraněn Sephirothem, když vedl misi v Chrámu Prastarých.
- Reno - člen Turks, velmi cynický, drzý a ne příliš iniciativní, avšak velmi schopný agent. S Rudem tvoří nerozlučnou dvojku. Několikrát bojuje s Cloudem a jeho partou, ovšem občas jsou nuceni spolupracovat, jako např. při zmaření únosu Yuffie a Eleny gangsterem Donem Corneem. Když dostal na Wutaii rozkaz zatknout Cloudovu partu, neuposlechl s cynickou výmluvou, že „má volno“.
- Rude - člen Turks, na rozdíl od Rena spíše mlčenlivý a zdrženlivý.
- Elena - mladá agentka Turks, avšak svou práci bere mnohem vážněji než Reno s Rudem. Nahradila dočasně indisponovaného Rena. Byla spolu s Yuffie unesena a pak zachráněna Cloudem, Renem a Rudem. Má slabost pro Tsenga.
- Lucrecia Crescent - byla bývalým vědcem společnosti Shinra a je Sephirothovou biologickou matkou. Když byla těhotná, dovolila Hodžovi, aby jejich nenarozeného syna infikoval buňkami Jenovy. Před tím však spolupracovala s Grimoirem Valentinem, který objevil stvoření jménem Chaos, ale byl zabit při experimentech, když před Chaosem ochraňoval Lucrecii. Od té doby ji ochraňoval jeho syn Vincent Valentine, který se do Lucrecie zamiloval, ovšem ta z pocitu viny ze smrti jeho otce lásku neopětovala, navíc ho zradila. Otěhotněla s Hodžem, aby dítě posloužilo k jeho zvrhlým experimentům. Později se nechala zmrazit, aby se ukryla před světem, když nebyla schopna zaplatit za své zlé činy vlastním životem. Byla z kryogenního spánku na chvíli probuzena Cloudem a jeho partou, aby vysvětlila své činy.
- Zack Fair - Soldier 1. třídy, který sloužil kdysi po boku Sephirotha. S Cloudem ho pojí nejen přátelství, ale i dost nešťastný osud, související s tím, proč je Cloud vlastně ex-Soldier.

## Příběh
Cloud Strife, žoldák a bývalý člen Soldiers, se nechá najmout ekoteroristickou skupinkou Avalanche, která bojuje proti společnosti Shinra, jež průmyslově těží z Planety „Proud života“, který využívá jako zdroj energie. Nazývá ji „Mako“ a zcela nahrazuje fosilní paliva. Vysáváním Proudu života z Planety však Shinra pomalu celý svět zabíjí a s tímto vědomím Avalanche pod velením Barreta úspěšně zničí za asistence Clouda, k němuž promlouval divný hlas, jeden z osmi midgarských Mako-reaktorů. V nastalém chaosu unikli vlakem do slumů v sektoru 7 na základnu, kde se dozvěděli, že způsobili škodu za nejméně miliardu gilů.
Cloud se však odmítl účastnit dalšího teroristického útoku a chtěl odejít, ale jeho rozhodnutí změnila jeho kamarádka z dětství Tifa, také členka Avalanche, která mu připomněla jeho slib, že ji ochrání, až se stane Soldierem. Při zničení dalšího Mako-reaktoru v sektoru 5 padli do léčky prezidenta Shinry. Po porážce strážných robotů byl Cloud odloučen od ostatních, když spadl z reaktoru do slumů pod městem. Propadl se střechou chrámu do místa, kde rostly květiny. Tam ho našla Aerith, květinářka, kterou viděl už dříve. V tutéž dobu si pro ni přišel Reno z Turks, takže Clouda poprosila, aby jí dělal bodyguarda. Utekl s ní po střechách slumu k ní domů, ale nechtěl, aby ho doprovázela zpět k Avalanche, proto tajně nad ránem opustil dům, kde ho nechala přespat její matka Elmyra.
Přesto Aerith Clouda následovala do 7. sektoru Midgaru a vyptala se ho, zda u Soldierů neznal jejího přítele. Než na opuštěném dětském hřišti dostala odpověď, viděli únos Tify, tak se za ní vydali na tržnici sektoru 6, obzvláště nebezpečnou pro ženy. Vládl tam mafián Don Corneo, jenž hledal "nevěstu", pro každý večer jinou samozřejmě. Aerith převlékla Clouda do paruky a dámských šatů, aby se oba dostali k Tifě. Ta jim ale prozradila, že chce od Cornea vylákat informace týkající se Shinry, takže ji pomohli. Don Corneo prozradil plán Shinry vyhodit do povětří pilíř stropu nad sektorem 7, aby zničil Avalanche, potrestal obyvatelstvo za neposlušnost a aby vzbudil strach. Kanalizací se dostali zpět, kde již zuřila bitva mezi Turks a Avalanche. Marný boj končí smrtí mnoha lidí, navíc Reno úspěšně nastavil časovač náloží. Aerith byla při bitvě na příkaz prezidenta Shinry unesena Turksy a Tifa, Cloud a Barret se těsně před explozí riskantně slanili do sousedního sektoru 6.
Barret se málem zhroutil ze smrti svých spolubojovníků a ze ztráty své adoptované dcery Marlene, avšak tu našli u Elmyry, kam ji schovala Aerith. Svěřila se, že není skutečnou matkou Aerith, ale našla ji jako malou holčičku s její umírající matkou na nádraží, kde před lety marně čekala na svého manžela nevracejícího se z wutaiské války. Tak se začala starat aspoň o Aerith jako o vlastní dceru. Časem si všimla její mimořádnosti a začali se o ni zajímat Shinra a Turks, protože byla zřejmě poslední žijící Cetrou, jež je schopna dle legendy ukázat cestu do „Zaslíbené země.“ Cloud se rozhodl ji zachránit ze sídla Shinry ve velkém mrakodrapu, zatímco Barret svěřil Marlene Elmyře, aby spolu s ní uprchli z města.
V Shinrově mrakodrapu narazili na podivnou uvězněnou bytost jménem Jenova a také vyslechli část schůze, kde profesor Hodžo představoval experiment na Aerith a ještě něčem, co by ale trvalo aspoň 100 let. To ještě něco byl Red XIII, kterého dal Hodžo do laboratoře spolu s Aerith, avšak Cloud a spol. je vysvobodili. Red XIII pokousal Hodža a pak ostatním slíbil, že jim pomůže dostat se z Midgaru a doprovodí je až do kaňonu Cosmo. Byli však zajati agenty Turks a předvedeni před prezidenta Shinru. Ten si od Aerith sliboval asistenci v hledání Zaslíbené země, dle jeho představ přeplněné Mako-energií, kde by postavil Nový Midgar. Uvrhnul je do vězení, ze kterého je uprostřed hluboké noci někdo osvobodil. Shinrův mrakodrap totiž přepadl neznámý útočník, který téměř všechny přítomné brutálně zavraždil, včetně prezidenta Shinry. Navíc Jenova zmizela neznámo kam. Cloud díky meči Masamune v Shonrových zádech poznal, že to není dílo nikoho jiného než Sephirotha, legendárního Soldiera, který měl být mrtvý. Totožnost pachatele jim pak potvrdil úředníček Palmer, který masakr přežil a pověděl jim, že Sephiroth řekl prezidentovi Shinrovi, že ho nenechá najít Zaslíbenou zemi.
Barret se domníval, že má Sephiroth tedy stejný ušlechtilý cíl zachránit Planetu, ale Cloud mu oponoval, že je Sephiroth mnohem větším nebezpečím pro Planetu než Shinra, později vysvětlí proč. Mrakodrap obklíčili další vojáci pod vedením Rufuse, syna prezidenta Shinry, který se okamžitě prohlásil novým prezidentem. V nastalém zmatku se podařilo uniknout ze sídla Shinry a opustit Midgar po střeše pokrývající celé město v šílené motocyklové honičce. Cloud v sousedním městečku Kalm vysvětlil, proč je Sephiroth tak nebezpečný.
Před pěti lety totiž jako Soldier sloužil pod jeho velením a dostali rozkaz v Cloudově rodném městečku Nibelheim zajistit a opravit zdejší Mako-reaktor. Do reaktoru je tenkrát dovedla Tifa, kde Sephiroth odhalil, že zde Shinra tajně vyvíjel zmutované životní formy za použití Maka, aby se staly Soldiers. Sephiroth byl zděšen, že mohl být kdysi vytvořen podobným procesem. Ve sklepě nibelheimského paláce nalezl staré záznamy z výzkumu profesora Gasta, jenž studoval pozůstatky Cetrů. V 2000leté geologické hornině našel bytost, kterou pojmenoval Jenova a mylně ji označil za Cetru. Tu pak Shinrovi vědci využili ke genetickým manipulacím s ještě nenarozenými dětmi, kterým byly vstřikovány buňky Jenovy. Tito jedinci získali velkou sílu a moc a stali se členy Soldiers, ale svůj původ neznali. Sephiroth byl také tímto jedincem a svůj původ si vyložil, že má jakožto potomek "cetry" Jenovy právo vládnout Planetě. Rozhodl se osvobodit svou "matku" Jenovu, zapečetěnou v nibelheimském reaktoru, zapálil Nibelheim a vyvraždil všechny obyvatele. Cloud se mu v tom snažil zabránit, avšak Sephiroth ho v reaktoru probodl mečem. Co se dělo pak, si ovšem Cloud nepamatuje.
V Cloudově vyprávění bylo hned několik nejasností a mezer. Každopádně události ze Shinrova mrakodrapu přesvědčily ostatní o nutnosti navrátivšího se Sephirotha zastavit, aby nenašel Zaslíbenou zemi. Tak začala honička přes celý Východní kontinent, až se dostali do Junonu, kde se během ceremoniálu oficiálního jmenování Rufuse prezidentem infiltrovali v přestrojení za mariňáky na jeho zaoceánskou loď, mířící na Západní kontinent. Na palubě byl i Sephiroth, dobře schovaný, který těsně před zakotvením v Costa del Sol zmasakroval část posádky. Cloud pak bojoval jen s přízrakem Jenovy, který tam zanechal. V letovisku Costa del Sol se zdrželi jen chvíli a našli na pláži Hodža, jenž zde trávil dovolenou po své "rezignaci". Chtěli ho podrobit výslechu, ale bez úspěchu.
Vydali se tedy pěšky přes horu Corel, kde byl ve slumu daleko od corelského Mako-reaktoru Barret zbit svými bývalými přáteli. Uprchl před nimi do lanovky k létajícímu lunaparku Golden Saucer. Tam se k partě přidal Cait Sith, avšak dostali se pro podezření z vražd příslušníků ostrahy palnou zbraní, jakou nosil Barret na pravé ruce, do pouštního vězení. Zde Barret vysvětlil, co se stalo před 4 lety. Jednoho dne přijela Scarlet ze společnosti Shinra do Corelu vyjednat s obyvateli povolení vybudovat zde Mako-reaktor, aby už nemuseli dobývat uhlí a žili v blahobytu. Chvíli se spolupráce se Shinrou vyplatila, ale jednoho dne došlo k výbuchu, z něhož Shinra obvinil místní obyvatele a armáda pod vedením Scarlet město vypálila. Tehdy byl Barret mimo město se svým přítelem Dynem, jenž byl jako jediný proti výstavbě. Scarlet je nechala sestřelit ze skály, přičemž Barret přišel o pravou ruku, zatímco Dyne o levou a oba si nechali dát jako implantát zbraň. Cloud tedy s Barretem dopadl skutečného vraha. Dyne, jenž onoho dne ztratil ženu, byl ubohou troskou a vyzval Barreta na souboj. Ten s ním neochotně bojoval a porazil ho. Dyne nakonec spáchal sebevraždu a nezabránil mu v tom ani Barret, když mu prozradil, že jeho dcera Marlene požár města přežila. Poté partu z vězení vykoupil Cloud výhrou v závodech chocobů v Golden Sauceru.
Jako omluvu za křivé obvinění z vražd dostal Cloud od ředitele zábavního parku Dia k dispozici buginu, s níž překonal širokou poušť. Dorazili do zničené vesnice Gongaga, kde byl další vybuchlý Mako-reaktor. Zde na ně čekali agenti Turks, ve složení Rude, Reno a Elena. Barret proto po jejich útěku z bitvy pojal podezření, že mají mezi sebou špióna. K reaktoru přistála helikoptéra Shinry, z níž vystoupila Scarlet hledající v troskách "obří materii", celé to vypadalo divně. Pak ve vsi narazili na rodiče Soldiera jménem Zack Fair a postěžovali si, že o něm 10 let nic neví (tedy ani nevěděli, že je Zack mrtev). Aerith prozradila, že byla jeho přítelkyně a trochu více se rozpovídala o svém vztahu s ním. Tifa chtěla také něco říct, ale sama se zastavila, že to prý není důležité (ve skutečnosti šlo o dost zásadní věc, o tom později). Pak v lesích potkali drzou wutaiskou zlodějku materií Yuffie, kterou přijali do party.
V dalším putování navštívili kaňon Cosmo, rodné místo Nanakiho (Reda XIII). Jeho mentor a "dědeček" Bugenhagen představil Cloudovi a Aerith teorii o Proudu života. Aerith tak vlastně poprvé dostala jistou průpravu k povinnostem Cetry a začala své poslání brát vážně. Bugenhagen u ohniště nazlobeně poslouchal Nanakiho, jak zle mluvil o svém domněle zbabělém otci, jenž se ztratil, když měl kaňon bránit. Bugenhagen ho zavedl do jeskyně duchů mrtvých válečníků kmene Gi, kde mu ukázal zkamenělého Seta, Nanakiho otce, který se tehdy bez vědomí většiny obyvatel obětoval, aby odrazil lstivý útok nepřítele přes jeskyně zezadu. Tedy neuprchl zbaběle z bitvy, jak se Nanaki dosud domníval. Nanaki se tudíž nemusel stydět a nebylo nutné ani stát se zajatcem profesora Hodža. Nyní dostal nový impuls do života a chtěl ochránit Planetu. Bugenhagen mu řekl, že učiní nejlépe, když pomůže Cloudovi s pátráním po Sephirothovi, muži v černém, který se potuluje po světě.
Dorazili tam, kde měl být zničený Nibelheim, rodné městečko Clouda a Tify. Zde však narážíme na velký rozpor, neboť město existuje dál netknuté, jako by se nikdy nic nestalo. Ani jednoho obyvatele ovšem Tifa s Cloudem neznají, ve skutečnosti to byli nastrčení Shinrovi zaměstnanci, aby zahladili důkazy o nibelheimském incidentu. Ve městě bylo mnoho mužů v černé kápi, kteří na sobě měli vytetovaná čísla a mumlali cosi o sjednocení a Sephirothovi. Jinak byli neškodní. Ve sklepě nibelheimského paláce se Cloud krátce znovu setkal se Sephirothem, který jen naznačil, kam se chystá dál, a levitací zmizel. Zde také nalezli zprávu o nedávném útěku dvou závadných výzkumných vzorků a také zaživa pohřbeného bývalého Turkse s vizáží upíra, Vincenta Valentina, který se po chvilce váhání přidal do party. S Cloudem má společné, že oba pracovali v minulosti pro Shinru. Vincent nyní toužil najít svou ztracenou lásku Lucrecii.
Po překročení hory Nibel dorazili do Raketového města, kde žil kapitán Cid, slavný letec. Ten netrpělivě očekával příchod Rufuse Shinry v domnění, že obnoví kosmický program. Cid totiž od mala snil, že bude prvním mužem ve vesmíru, ale dával své družce Sheře za vinu zmaření prvního startu Shinry č. 26 a nenáviděl Shinru za následné zastavení celého projektu. Od té doby se vztekle potloukal v nakloněné zrezlé raketě, kde ho Cloud požádal, zda by jim nepůjčil svůj hydroplán Tiny Bronco. Cid nabručeně odmítne, ale pozve je do svého domu. Cid se pak konečně setkal s Rufusem, avšak ten vesmírný program neobnovil, navíc mu chtěl zabavit Tiny Bronco, aby ho sám použil k hledání Chrámu prastarých, jako by nestačilo, že už dříve Cidovi zabavil vzducholoď Highwind, kterou parta viděla v Junonu. Shera vyzve Clouda, aby tedy Tiny Bronco ukradli dřív, než to provede Rufusův poskok Palmer. Rufusovi vojáci začali po letadlu, které nikdo neřídil a Cloud s přáteli se pouze držel za jeho křídla, střílet, čehož využil Cid, aby při průletu těsně nad zemí naskočil na ocas. Jedna kulka však letadlo vážně poškodila a Tiny Bronco havarovalo do oceánu kousek od Wutaie.
Už nebylo schopné vzlétnout, ale posloužilo jako člun. Na žádost Yuffie dopluli k wutaiským břehům, kde je všechny okradla o materie a zmizela. Přímo ve Wutaii ji dopadli, načež vysvětlila, proč to udělala. Snila o obnově svobody a nezávislosti Wutaie, kterou Shinra po prohrané válce z doby před 8-15 lety proměnil z hrdého národa v turistickou atrakci pro své lidi. Dost se styděla, že její otec boj vzdal a začal kolaborovat. Skupinu uvěznila do pasti, aby unikla, ale sama padla do léčky midgarského mafiána Dona Cornea, který si chtěl na této 16leté holce vybít své pudy, stejně tak na mladičké agentce Turks Eleně, jež byla ve Wutai s Tsengem, Rudem a Renem na dovolené. Turksové se spojili s Cloudem, aby obě děvčata vysvobodili ze spárů toho zvrhlíka a Yuffie se uvolila vrátit materie. Byla však dost skleslá. Cloud ji zavedl do věže, kam smí jen Wutaiané. Yuffie se ceremoniálně probila nahoru, kde se ke svému překvapení postavila svému nenáviděnému otci, kterého porazila. Pak se s ním ale konečně usmířila, když jí vyjádřil nyní plnou podporu v jejím úsilí, které splní, když pomůže Cloudovi, jedině tak si snad splní sen o svobodě pro Wutai.
Aerith si byla jistá, že Chrám prastarých, o kterém se zmiňoval Rufus, bude nejlepší další cíl, ale dá se tam dostat jedině s klíčem Keystone, jenž vlastnil Dio, majitel Golden Sauceru. Keystone našli vystavený v jeho soukromém muzeu a Cloudovi se povedlo ho přesvědčit, aby jim ho půjčil výměnou za účast v aréně. Partu však zabrzdila porucha lanovky, takže Cait Sith domluvil nocleh ve strašidelném hotelu. Uprostřed noci Clouda probudil jeden z kvarteta Aerith, Tifa, Yuffie nebo Barret, aby se šli projít nočním lunaparkem a pobavit se. Zahrají si scénku v divadle a pak se svezou lanovkou okolo celého Golden Sauceru. Je-li tam Cloud s Aerith, vyzná se Cloudovi, že je hodně podobný Zackovi, dost se tím sblíží.
Po svezení vidí Caita Sitha s Keystone, který předal Tsengovi. Při následujícím výslechu se Cait Sith přiznal, že byl celou dobu špiónem, ovládaným z Midgaru zaměstnancem Shinry, ale že s nimi chce zůstat, neboť ho prý budou ještě potřebovat. Vydíral je také tím, že drží Marlene jako rukojmí. Hlavně si ale ten, kdo Sitha ovládal, uvědomil, že se dá žít jinak a lépe než ve zlaté Shinrově kleci, odtržený od reality. S nechutí ho tedy mezi sebou ostatní nechali a na druhý den se vydali bez Keystonu k Tiny Broncu. Chrám prastarých byl velká černá pyramida uprostřed pralesa jednoho z jižních ostrovů a Aerith ucítila mocnou sílu Proudu života. Uvnitř našli vážně zraněného Tsenga, který jim vrátil Keystone a varoval před Sephirothem, který ho probodl. V hlubinách chrámu nalezli reliéfy Prastarých, jež popisovaly příchod "Zkázy z nebe" z doby před 2000 lety na Meteoru, vyvolaném černou materií, nejmocnější ze všech. Ta byla tehdy Prastarými zapečetěna do podoby celého chrámu, aby se nedostala do nepovolaných rukou. Parta usoudila, že materii uschová a bude ji před Sephirothem hlídat, ale k jejímu získání je nutné chrám zmenšit, aby se vešel do dlaně. Sephiroth chtěl černou materii získat, aby Meteorem poškodil Planetu natolik, že by musela uvolnit veškeré zásoby Proudu života, oslabeného Mako-reaktory, aby v nastalém chaosu Proud života i Planetu sám zcela ovládl.
Ke zmenšení černé materie musel někdo zůstat uvnitř, aby rozšifroval hádanku aktivující zmenšení, ale zemřel by při tom. K tomuto úkolu se nabídl Cait Sith, protože je robot, a potřeboval si před partou napravit reputaci, ať na něj tedy vzpomínají v dobrém. Caitha Sitha ihned nahradil nový Cait Sith a Cloud si pro černou materii seskočil do díry, která zbyla po chrámu. Zjevil se mu Sephiroth, jenž využil svůj vliv, který z nějakého důvodu na Clouda měl, k tomu, aby ho přiměl materii vydat. Aerith mu v tom chtěla zabránit, ale bez úspěchu, navíc ji Cloud ve vzteku málem umlátil pěstmi k smrti, ale zastavili ho ostatní, svázali a v Gongaze ho nechali se vyspat. Aerith mezitím zmizela s tím, že jakožto Prastará už ví, jak Sephirotha porazi, ale musí to udělat sama. Proto odcestovala do Zapomenutého města.
Parta se vydala tamtéž, překročila spící les, ale dorazila dřív než Aerith. Na druhý den ráno Cloud ucítil prostřednictvím proudu života Aerithinu i Sephirothovu přítomnost a oba nalezl v podzemní svatyni, kde Aerith vyvolávala Holy. Sephiroth opět převzal nad Cloudem kontrolu a málem ho donutil Buster Swordem Aerith zabít. Ten však v poslední chvíli dokázal sám sebe zastavit, takže Sephiroth musel zabít Aerith svrchu svým mečem Masamune sám. Ta byla na místě mrtvá a vypadla z ní bílá materie, kterou schovávala ve vlasech celý život, jež skončila na dně jezera v chrámu. Sephiroth se krutě vysmál Cloudovým emocím, že prý taková loutka jako on je mít nemůže, a proměnil se v nestvůru z další části těla Jenovy, která na Clouda zaútočila. Bylo jasné, že "Sephiroth", kterého celou dobu pronásledovali až sem, nebyl vůbec Sephiroth, ale jen přízrakem Jenovy, jež byla plně pod kontrolou Sephirothova ducha. Po bitvě Cloud Aerith pohřbil do Proudu života na hladině jezera svěcené vody.
Cloud přísahal Sephirothovi pomstu a s vědomím, že zas může ztratit sám sebe, se pustil vpřed. Překonal s partou horský hřbet a pokračoval po Severním kontinentu dále na sever až do horské vesnice. Zde se dověděli, že profesor Gast, který objevil Jenovu v Severním kráteru a mylně ji označil za Cetru, byl později zbaven funkce ředitele oddělení výzkumu a jeho místo zaujal nenasytný a bezskrupulózní profesor Hodžo. Gast tehdy pomohl skutečné Cetře (poslední svého druhu), Ifalmě Faremis, uprchnout před Shinrou do tohoto místa. Za to mu sdělila vše, co znala o Prastarých. Nakonec si ji Gast vzal za ženu a měli dceru Aerith. Dvacet dnů po jejím narození je našel Hodžo a požadoval vydání dítěte pro vědecké účely. Gast samozřejmě odmítnul, tak ho Hodžo zastřelil a Ifalmu s Aerith zavřel do své laboratoře, odkud se pak oběma povedlo o 7 let později uprchnout. Ifalma zemřela před zraky Elmyry na nádraží a o Aerith se pak starala právě tato žena.
Parta překročila ještě dva horské hřebeny, jeden na snowboardech, druhý za špatného počasí horolezectvím. Nakonec dorazili k Severnímu kráteru, odkud vyvěral velmi mocný zdroj Proudu života. Tohle bylo místo, kam dopadl Meteor s Jenovou před 2000 lety. Místo chránila několikanásobná magická bariéra, ale Cloudovi se povedlo ji překonat. Zde viděli velké množství mužů v černých kápích podobných těm, co viděli v Nibelheimu. Jeden po druhém umírali dříve, než došli do cíle. Setkali se s další vizí Sephirotha, aneb opět převlečenou částí těla Jenovy. Po její porážce znovu získali černou materii a Cloud ji raději předal do úschovy někomu jinému z party, aby ho zase Sephiroth nedonutil ji odevzdat. Současně na místo dorazil s lodí Highwind Rufus Shinra s Heideggerem, Scarlet a profesorem Hodžem v domnění, že tohle má být ona Země zaslíbená, ale něco tu nehrálo...
Cloud se vydal vpřed sám s Tifou, aby ostatní počkali venku. Sephiroth oběma vnutil vizi o tom, proč je Cloud vlastně loutka. Vnutil jim hlavně vizi událostí v Nibelheimu z doby před 5 lety s tím, že se Sephirothem tehdy na misi necestoval Cloud, ale jiný Soldier 1. třídy. Tifa neustále přesvědčovala Clouda, ať mu nevěří, ale sama byla usvědčena Sephirothem ze lži, protože i ona si pamatovala velice dobře, že Cloud tehdy v Nibelheimu jako Soldier vůbec nebyl a jako důkaz podal fotografii, kterou pořídil jeden z obyvatelů. Sephiroth si teď přihřál polívčičku a zmatenému Cloudovi namluvil, že nikdo jménem Cloud Strife nikdy nežil, tudíž je také jen přízrakem Jenovy podobně jako všichni ti muži v černé kápi. V ten samý moment se Tifa vrátila k ostatním členům party, že potřebují černou materii, ihned. Člen party, kterému ji Cloud svěřil, šel s ní, ale později se ukázalo, že touto "Tifou" byl další zamaskovaný Sephirothův přízrak.
Zatím byl Cloud se skutečnou Tifou uvolněn a přesunut k Rufusovi a spol. Profesor Hodžo Cloudovi řekl, že originální Sephiroth skutečně během nibelheimského incidentu zemřel, ale buňky, které po něm zbyly, implantoval do Clouda, aby z něj vytvořil Sephirothův klon, jeden z velkého množství, a byl dost překvapený, že jakožto nepovedený experiment přežil a dostal se jako jediný až sem. Cloudovi došlo, že se celou dobu choval stejně jako všichni ti muži v černém a podvědomě vůbec Sephirotha nepronásledoval. Ve skutečnosti ho Sephirothova vůle naváděla až sem ke sjednocení Jenovy do jediného celku, který byl z důvodu Hodžových experimentů fragmentován v mnoha lidech, hlavně Soldierů. Dle Hodžovy teorie o Sjednocení všechny zavolala zpět, aby splynutím s Proudem života dokončili její plán. Nade všemi bylo překlenutí z krystalických materií, kde byl obří kokon, v němž viděli reinkarnujícího se Sephirotha. Ten nad zmateným Cloudem znovu převzal plnou kontrolu, sebral černou materii, omluvil se za zradu, a vyletěl jako duch nahoru ke kokonu z Proudu života, a černou materií ho prorazil, čímž Sephirotha oživil. Cloud následně spadl do Proudu života v hlubinách kráteru a zmizel.
Sephiroth vyvolal Meteor, což způsobilo zpětnovazebně vyvolání pěti Zbraní, které stvořila před 2000 lety s pomocí Ceter sama Planeta v sebeobraně před Meteorem, jenže tehdy nebylo jejich použití nutné, ovšem tentokrát Sephiroth kolem sebe vyvolal tak silnou bariéru, že Zbraně nebyly schopné identifikovat jeho polohu, tak ho v podobě obřích zvířat hledaly všude možně po světě, přičemž likvidovaly vše lidské, co považovaly za hrozbu Planetě. Rufus nařídil všem okamžitě vypadnout pryč z kráteru, i Tifě a Barretovi, že si s nimi bude chtít o hodně věcech později promluvit. Ostatní členové party utekli z místa pryč po svých. Tifa ale upadla do hlubokého bezvědomí, z něhož se probrala až o týden později. Během té doby si připomínala Cloudův slib z dětství i to, jak Clouda našla krátce před startem tohoto příběhu na nádraží ve slumech sektoru 7 slabého a polomrtvého, navlečeného v uniformě Soldierů, a nabídla mu práci pro Avalanche. Byla si jistá, že Cloud není žádný klon a v hloubi jeho duše se nachází jeho pravé já.
Na obloze se objevil Meteor blížící se k Planetě, zatímco Rufus držel Tifu a Barreta v Junonu, kde z nich chtěl udělat obětní beránky, aby uklidnil veřejnost. Jako první měla být dle direkce Scarlet popravena plynem Tifa. Caith Sith ale Scarlet zneškodnil a vyvedl Barreta ven za Yuffie, když se jim nepovedlo otevřít dveře od plynové komory. Odvedl je ke vzducholodi Highwind, kde posádka uskutečnila vzpouru proti Shinrovi a kapitánem se stal její původní vlastník Cid. Mezitím na Junon zaútočila Safírová Zbraň a Rufus po ní nechal pálit vším, co měli, tedy i gigantickým Mako-dělem s ráží několika metrů. První zásah Zbraň minul, konvenční zbraně byly naprosto neúčinné, takže Zbraň způsobila rozsáhlé škody a rozpárala i plášť junonské věznice, čímž zachránila Tifě život před otravou plynem. Ta si dokázala nohama podat klíč, který upadl jednomu ze strážných, a utéct. Mezitím se junonské Mako-dělo nabilo podruhé a ustřelilo z bezprostřední blízkosti Safírové Zbrani hlavu, čímž hlavní krize skončila. Tifu pak pronásledovala Scarlet, které ale zkušená členka Avalanche nafackovala a zmizela ve vzducholodi Highwind, jež z místa uletěla pryč.
Tifa byla v depresích ze ztráty Clouda, nicméně nebyl čas. Nanaki navrhl letět na místo, které je podle vyprávění jeho otce a dědy bohaté na Proud života, a tím bylo město na jižním ostrově jménem Mideel. Tifa zde zaslechla rozhovor dvou starců, jak moře vyplavilo blonďatého chlapce v uniformě s obřím mečem. Popis přesně odpovídal Cloudovi. Byl v nemocnici, kde doktor prohlásil, že byl Cloud vystaven smrtelné dávce Mako-energie a divil se, že to vůbec přežil. Každopádně Cloud o sobě vůbec nevěděl, takže se Tifa rozhodla s ním zůstat, zatímco Cait Sith na Highwindu přehrál nahrávku tajné schůzky Rufuse s ostatními z vedení Shinry. Chystal se shromáždit obří materie, až 300x silnější než běžné materie, aby je použil proti Meteoru. Cid, kterého ostatní zvolili šéfem skupiny, rozhodně nechtěl, aby se Rufus zmocnil obřích materií a nacpal je do jeho rakety, která měla být vystřelena na Meteor, tak vedl posádku Highwindu na místa, kde se měly obří materie nacházet.
První našli v Corelu v místním Mako-reaktoru, ale Soldiers ji vyzvedli dříve, takže ji museli získat ve vlakové honičce a zastavit dříve, než rozbourá část corelského slumu, čímž by zabil mnoho jejích obyvatel. Barretovi se podařilo splašený vlak včas zastavit, čímž si vysloužil odpuštění obyvatel Corelu. Druhou materii nalezli jihovýchodně od Junonu ve Fort Condor, kde Cid pomohl ubránit pevnost místních před útokem vojáků Shinry a hlavně hnízdo vzácného obřího kondora, v němž se po bitvě vylíhlo mládě. Stařešina z Fort Condoru pak daroval Cidovi za odměnu obří materii, kterou ukradl už v době, kdy zdejší Mako-reaktor dostavěli. Dále prozradil, že další se nachází v podmořském reaktoru pod Junonem.
Nejprve se ale rozhodli zkontrolovat Tifu a Clouda, jehož stav se nelepšil. Na Mideel zaútočila jedna z dalších Zbraní, Zbraň Ultimate, která vyvolala silné zemětřesení, jež zničilo celé město. Obyvatelé včetně party uprchli, ale Tifa s Cloudem spadla do nového jezera Proudu života. Odhodlaná Cloudovi pomoct vzpomenout si, kým byl, se dostala do jeho podvědomí, které bylo rozděleno do tří různých částí. Jedna z nich vzpomínala na nibelheimský incident a trvala na tom, že se Sephirothem tam byl Cloud. Tifa Clouda přesvědčovala, že tam tenkrát byl černovlasý Soldier a ne on. Druhá část vzpomínala na slib, který Cloud dal Tifě, když se rozhodl stát se Soldierem. Zde Cloud pochyboval, zda je tato vzpomínka skutečná, když je jen Sephirothovým klonem. Tifa mu zdůraznila, že toto je jejich společná vzpomínka, tedy Cloud musí být skutečný, aby si to mohl pamatovat takto detailně. Zatím jí ale nevěří, tedy Tifa navrhne, ať si vzpomene na něco o ní, na co si sama pamatovat nemůže.
Třetí část vzpomínek se tedy týká právě toho. Když zemřela Tifina matka, díval se na ni oknem jejího domu zvenčí. I když byli sousedé, skoro se tehdy neznali, neboť měla malá Tifa svou partu a ostatní Clouda moc nebrali. Toho dne se ale malá Tifa rozhodla překročit horu Nibel, aby tam našla dle pověstí duši své matky. To ale bylo nebezpečné i pro zkušené horolezce, takže ostatní děti raději hodily na úpatí svahu zpátečku, kdyžto malý Cloud s malou Tifou pokračovali dále. Cesta skončila, když se pod nimi prolomila prkna lanového mostu přes údolí. Tifa se tehdy vážně zranila a Cloud vyvázl jen odřený, navíc ho ostatní obvinili, že ji k překročení Nibelu navedl on. Tifin otec mu pak zakázal se s ní stýkat, čímž se Cloudova duše rozdělila na normální a černý stín sebe sama. V dalších letech po tomto incidentu si malá Tifa nadále hrála s kamarády a Clouda si vůbec nevšímala, ten tedy začal žárlit a začal si myslet, že jsou ostatní děti hloupé. Jeho světlá část ale přiznala, že si za samotu mohl také sám. Jednoho dne však pozval malou Tifu na rande ke studně a byl velice překvapený, že tam vůbec přišla. Svěřil se s plány stát se Soldierem jako legendární Sephiroth, aby ji ochránil před nebezpečím; chtěl na ni udělat dojem, aby si ho konečně všímala. Tifa pak Cloudovu vědomí, vznášejícímu se nad všemi třemi verzemi jeho já, řekla, že neměla tušení o jeho trápení, ale od doby, co jí dal onen slib, na něj myslela ve dne v noci a četla každý den noviny, zda tam neuvidí zmínku o jeho činech, ale nikdy se nedočetla nic.
Na to se všechny tři části jeho já spojily do jednoho a znovu se přehrála scéna z nibelheimského incidentu před 5 lety, tentokrát po Tifině naléhání tak, jak to bylo doopravdy. Sephirotha tehdy skutečně doprovázel Soldier 1. třídy jménem Zack. Tifa je odvedla k Mako-reaktoru, kde musela zůstat venku ve společnosti mlčenlivého obyčejného vojáka. Po týdnu, když Sephiroth podpálil město, pronásledovala Tifa Sephirotha až do reaktoru, kde našla mrtvolu svého otce. Pokusila se Sephirotha napadnout zezadu, ale ten ji probodnul mečem a shodil ze schodů. Sephiroth pak jako šílenec promlouval ke své "matce" Jenově. V tu chvíli dorazil na místo Zack, který zavrhl své přátelství se Sephirothem a svým Buster Swordem ho také napadl, ale i on byl lehce přemožen a z nitra reaktoru byl vyhozen s dírou v těle na schody, ochromen.
Tifa se Cloudova vědomí zeptala, jak si tohle může pamatovat, když tam tedy podle všeho vůbec nebyl: příběh pokračuje. Do reaktoru vstoupil ještě třetí člověk, a to ten mlčenlivý obyčejný voják. Našel Tifu v tratolišti krve, jak v agónii mumlá, že nenávidí Shinru, Sephirotha a Soldiery. Sundal si helmu a bylo odhaleno, že jím byl Cloud. Znovu se přehrála scéna příchodu Sephirotha a Zacka do Nibelheimu. Ovšem tentokrát s rozdílem, že se Sephiroth zeptal, jaké to je po takové době navštívit rodné město, jednoho ze dvou obyčejných strážníků a ne svého kolegy, Soldiera Zacka. Jakmile Cloud spatřil mladou Tifu zahleděnou do země a zklamanou, rychle ve studu nasadil helmu přes obličej, aby ho nikdo nepoznal, a jen po celou dobu pobytu ve městě mlčel-navštívil pouze svou matku, která mu slíbila, že nikomu neprozradí, že se vrátil. Cloud se totiž šíleně styděl, že ho k Soldierům ve skutečnosti kvůli duševní labilitě nikdy nepřijali a dotáhl to pouze do řad obyčejné vojenské stráže.
Znovu v reaktoru: Cloud vzal Zackův Buster Sword a zezadu nepozorného Sephirotha probodl. Pak se vrátil k Tifě, aby zastavil krvácení a přenesl ji na bezpečnější místo (odkud ji později zachránil její mistr bojových umění). Poté se na scéně znovu objevil zraněný Sephiroth, tentokrát s urvanou hlavou Jenovy, který se slovy, jak se mohl opovážit, Clouda probodl mečem Masamune a chystal se vychutnat si jeho smrt. Ovšem Cloudovi se povedlo neznámou vnitřní sílou svým tělem meč i se Sephirothem zvednout do vzduchu a přehodit z lávky do šachty, čímž Sephirotha zabil a vlastně nevědomky zachránil aspoň na následujících 5 let Planetu. Cloud si uvědoměním těchto faktů konečně dokázal vzpomenout, kým je, a že není jen Sephirothův klon bez minulosti. Klona ve skutečnosti udělali i ze Zacka, který po útěku z Hodžovy laboratoře v nibelheimském paláci posléze zemřel.
Clouda i Zacka totiž Hodžo nalezl krátce po incidentu a stihl je stabilizovat tak, že nezemřeli. Podrobil je s vědomím, že je Sephiroth mrtvý, nelidským experimentům. Zack se ale nechytal dobře, protože již byl pod vlivem Maka, ale Cloudovi způsobil závažnou otravou Makem, když je oba infikoval buňkami z ostatků Sephirotha. Díky tomu se oba stali nedokonalými klony a oba byli ve stázi víc než 4 roky. Všechny události měly za následek, že se Cloudova osobnost rozpoltila a zcela se změnila v novou z toho, co si sám potlačeně pamatoval, doplněné o přenesené vzpomínky Zacka, a o své temné já doplněné vlivem Sephirotha díky jeho buňkám. To mělo za následek, že si mnohé Zackovy činy pamatoval, jako by je prožil on sám, ale u jiných si byl vědom toho, že to nejsou jeho vzpomínky, ale sám věřil, že jsou.
Následně po vytažení Tify a Clouda z Proudu života ostatními členy party se na palubě Highwindu Cloud, nyní už zcela zdravý fyzicky i duševně, všem omluvil, že "kecal" o tom, že byl Soldier 1. třídy. Tifa, jež znala Cloudu minulost, mu poděkovala za dodržení slova, když ji zachránil tehdy v reaktoru život, třebaže nebyl Soldier, navíc zabil legendárního Sephirotha, což se nepodařilo nikomu, ani žádnému jinému Soldierovi 1. třídy. Každopádně zamířili ihned do Junonu, do podmořského reaktoru, kde bojovali opět s Turks o nadvládu nad ponorkou. Druhou ponorku, která mezitím vyzdvihla z podmořského reaktoru další obří materii, sestřelili. Pod vodou se ale museli vyhýbat dalším Zbraním. Potom dorazili do Raketového města, kde se opět střetli s Turks, jež vyhnali od zrestaurované rakety připravené k odpalu. Uvnitř byla poslední obří materie. Cid chtěl provést sebevražednou misi a v raketě Meteor trefit sám, tedy pokusit se zachránit Planetu, i si zároveň splnit sen o tom být prvním kosmonautem.
Raketa však byla naprogramována na řízení autopilotem a odstartovala i s Cidem, Cloudem a ještě jedním členem party bez odpočítávání. Cestou k Meteoru vyjmuli z Shinrovy nálože obří materii a unikli k únikovému modulu, ale vybuchla kyslíková nádrž, ta kterou kdysi Cidova kolegyně Shera neustále kontrolovala a zmařila tím jeho dřívější start. Nyní viděl, že by ho skutečně tehdy nádrž zabila. Shera byla na palubě rakety tajně také a pomohla Cida uvolnit, aby se včas dostali do únikového modulu. Pak raketa narazila do Meteoru a jaderný výbuch rozzářil oblohu na celé Planetě. Ovšem tento Meteor, jenž byl v podstatě vyvolán černou magií, nijak nepoškodil. Navíc do dopadu Meteoru, nyní potvrzeno, že na Midgar, zbývalo jen pár dní. Parta tedy odcestovala do kaňonu Cosmo, kde situaci monitoroval Bugenhagen. Ten všem vysvětlil, co se nyní stane a jak bude smrt Planety vypadat. Při diskuzi o Aerith ale Cloud zmíní její bílou materii a Bugenhagen okamžitě chce vidět místo, kde zemřela, že se možná dozví více, i to, co přesně myslela tím, že jedině ona může Sephirotha zastavit.
V Zapomenutém městě Bugenhagen aktivoval v paměťovém krystalu záznam Aerithiny smrti a všiml si, že těsně před ní úspěšně vyvolala mocné kouzlo svaté magie: Holy, které dokáže Meteor zastavit, ale je zablokované Sephirothem. Po návratu ale Caith Sith přinese zprávu, že se kousek od Severního kontinentu vynořila Diamantová Zbraň, mířící na Midgar, kam nechal Rufus Shinra přemístit obří Mako-dělo z Junonu, aby ho použil proti Sephirothovi, jehož vůle blokovala Aerithinu mocnou sílu Holy. Přehrál další zprávu ze schůze vedoucích představitelů Shinry, kde Heidegger oznámil připravení děla. Cloud s ostatními nejprve bojoval proti Zbrani sám, ale ta uprostřed bitvy vyslala salvu svítících raket na Midgar, odkud mířil výstřel elementárních částic z Mako-děla, nyní přejmenovaném na Sister Ray, směrem k Severnímu kráteru a prostřelil i velkou díru do Diamantové Zbraně, čímž ji zničil. Nicméně salva raket zasáhla velitelství Shinry a mnoho dalších objektů v Midgaru, včetně Rufusovy kanceláře. Rufus jen smířeně hleděl vstříc smrti a při ohlušujícím výbuchu byl pravděpodobně zabit.
Ředitel úseku urbanizace Reeve Tuesti, jenž byl odhalen jako ten, kdo řídil Caitha Sitha, pak chtěl nařídit kvůli vážnosti situace evakuaci Midgaru, ale Scarlet ani Heidegger ho neposlechli, navíc provedli puč a Tuestiho, jemuž šlo v tuto chvíli jen o bezpečí obyčejných obyvatel, nechali zatknout. Z vězení však mohl Caita Sitha i nadále ovládat, takže parta seskočila z Highwindu před Shinrovo zničené velitelství a obřím tubusem je nasměroval k Mako-dělu, které momentálně představovalo velkou hrozbu, neboť se ho zmocnil profesor Hodžo. Clouda a jeho partu chtěli zadržet Turks, ovšem buď bojem, nebo domluvou došlo k rozuzlení, že když je Rufus mrtvý, už nadále nejsou Turks, takže dál už nepřekáželi v cestě. Cestou potkali i Scarlet a Heideggera, které zabili. Na hlavni Sister Ray našli Hodža, který se teď choval jako typický šílený vědec. Přeprogramoval zbraň tak, aby dodal pozitivní energii svému synovi a pomohl mu ovládnout svět. Vskutku prozradil, že je Sephirothovým biologickým otcem, ačkoliv Sephiroth to nikdy nevěděl. Pak si vstříknul poslední Jenoviny buňky, které měl u sebe, do své krve, čímž se dostal pod přímý vliv svého syna a proměnil se v další inkarnaci Jenovy. Po bitvě Hodžo zemřel a Vincent Valentine jen utrousil poznámku, že byl Hodžo v porovnání s géniem Gastem jen pouhý šarlatán.
Potom si dala skupina rozchod, aby každý doma popřemýšlel, za co bojuje a proč. Cloud jen prohlásil, že pro něj je boj se Sephirothem osobní záležitostí a záchrana Planety před Meteorem je jen vedlejší produkt tohoto souboje. Barret odešel navštívit Marlene, Nanaki šel navštívit svého umírajícího dědečka Bugenhagena, atd..tedy Cloud zůstal na Highwindu sám s Tifou s tím, že nemají kam jít. Takže zůstali spolu sami přes noc v jeskyni kousek od místa, kde byl Highwind zaparkovaný. Následující den přiletěli k Severnímu kráteru, jehož magická bariéra byla Sister Ray zničena, takže se Cloud mohl s dalšími dvěma členy party spustit dolů (ve hře jakýmikoliv, kanonicky Yuffie s Vincentem zůstala v Midgaru a pomáhala osvobozenému Reevovi Tuestimu a Turksům organizovat evakuaci města)
Sephiroth už shromáždil dost moci na to, aby se stal dle jeho nynějšího plánu bohem a utkal se s Cloudem nejprve v podobě Bizzaro-Sephiroth a Safer-Sephiroth. Druhá jmenovaná podoba už byla polobožského charakteru, v němž měl Sephiroth k zádům přirostlé jedno černé křídlo padlého anděla. Cloud však byl i přesto nad Sephirothovy síly a jeho fyzická inkarnace tak byla zničena. Ještě to neznamenalo konec, neboť v Proudu života Cloud ucítil Sephirothovu duchovní podstatu a musel se za ní vypravit sám. Zde už Sephirotha snadno porazil a definitivně se mu povedlo přetnout vliv, který na něj Sephiroth měl.
Přesto přišlo toto vítězství příliš pozdě. Kouzlo Holy bylo nyní uvolněno, jenže Meteor již vstoupil do atmosféry Planety, takže ho nedokázalo plně zasáhnout. Holy se snažilo udržet Meteor co nejdál od Midgaru, ovšem město bylo při tomto souboji svaté a temné magie téměř kompletně zničeno. Ze záhrobí, lépe řečeno z Proudu života, ale zasáhla Aerith, která využila svou moc k tomu přesunout Meteor dostatečně daleko od Planety, aby ho mohlo Holy konečně zničit. Ostatní vyloví Clouda z Proudu života a uprchnou na Highwindu ze Severního kráteru pryč, přičemž si Cloud uvědomil, že Aerith od nich tak docela neodešla.
Hra je ukončena scénkou o 500 let později, když stárnoucí Nanaki běží kaňonem se dvěma štěňaty od jeho druhu k troskám, jež zbyly z Midgaru, nyní porostlé bujnou džunglí, signalizující, že se tou dobou již Planeta plně zotavila ze zkázy, jež přinesla Jenova a Sephiroth. V pozadí byl slyšet dětský smích.

## Příbuzná díla
- Dirge of Cerberus: Final Fantasy VII – Pro PS2. Hlavní postavou je Vincent a v této hře se dozvídáme o jeho minulosti.
- Dirge of Cerberus Lost Epizode: Final Fantasy VII – Dirge of Cerberus převedený pro mobilní telefony.
- Crisis Core: Final Fantasy VII – Pro PSP. Vypráví příběh Zacka. Jeho začátky u SOLDIER a o vzpouře která nastala po Wutaiské válce.
- Before Crisis: Final Fantasy VII – Pro mobilní telefony. Sleduje příběhy Turků před událostmi z hry.
- Final Fantasy VII: Advent Children – Pokračování FFVII. Počítačove renderovaný film. Odehrává se dva roky po hře. Spíše než jako pokračování bylo předvedeno jako ukázka toho jak bude Final Fantasy série vypadat pro PS3.
- Last Order: Final Fantasy VII – Anime vyprávějící o tom co se stalo se Zackem a Cloudem v Nibelhemu.

## Česká lokalizace
V roce 2007 bylo Final Fantasy VII přeloženo do češtiny skupinou RK-Translations.